# Verrières, Ardennes
 Verrières  là một xã ở tỉnh Ardennes, thuộc vùng Grand Est ở phía bắc nước Pháp.